# Takeo Fukui
Pour les articles homonymes, voir Fukui (homonymie).
Takeo Fukui (福井威夫, Fukui Takeo), né le 28 novembre 1944 à Hiroshima, fut le sixième président et CEO de Honda de juin 2003 à juin 2009, date à laquelle il laissa sa place à Takanobu Ito.